# Municipio de Anthony (condado de Montour)
El municipio de Anthony  (en inglés: Anthony Township) es un municipio ubicado en el condado de Montour en el estado estadounidense de Pensilvania. En el año 2000 tenía una población de 1.388 habitantes y una densidad poblacional de 20.7 personas por km².

## Demografía
Según la Oficina del Censo en 2000 los ingresos medios por hogar en la localidad eran de $39,946 y los ingresos medios por familia eran $42,150. Los hombres tenían unos ingresos medios de $30,809 frente a los $23,359 para las mujeres. La renta per cápita para la localidad era de $15,962. Alrededor del 6,4% de la población estaban por debajo del umbral de pobreza.